# ロンドー
ロンドー（仏: rondeau、複数形：rondeaux）は、13世紀から15世紀のフランスの2つの押韻をもつ15行詩、およびそれに基づいて作られた中世およびルネサンス初期の楽式。ヴィルレーやバラードとともに、13世紀から15世紀のフランスの詩および音楽の三大定型詩であった。18世紀のロンド形式（仏: rondo）とは区別される。
アルジャーノン・チャールズ・スウィンバーンが考案したロンドー体（英: roundel）という変化形もある。

## 文学のロンドー
ロンドーは英語詩の中でも韻文形式として使われる。それは特定の様式化されたパターンにしたがって繰り返されるリフレインを用いる。慣習的に、できるだけ簡潔かつ感動的な方法で、詩の目的にかなうようリフレインをどう配置するかが問題と考えられていた。ロンドーは8音節の13行と、リフレインの2行（それぞれ4音節の半分の行）から成り立ち、3つの押韻しか使わない。スタンザ（詩節、連）は3連で、押韻構成は「 AABBA AABC AABBAC」（「C」はリフレイン）である。リフレイン行の言葉は、最初の行の出だしとまったく同じものでなければならない。
WE wear the mask that grins and lies, (A)
It hides our cheeks and shades our eyes,— (A)
This debt we pay to human guile; (B)
With torn and bleeding hearts we smile, (B)
And mouth with myriad subtleties. (A)
Why should the world be over-wise, (A)
In counting all our tears and sighs? (A)
Nay, let them only see us, while (B)
We wear the mask. (C)
We smile, but, O great Christ, our cries (A)
To thee from tortured souls arise. (A)
We sing, but oh the clay is vile (B)
Beneath our feet, and long the mile; (B)
But let the world dream otherwise, (A)
We wear the mask! (C)
-- ポール・ローレンス・ダンバー（en:Paul Laurence Dunbar）『We Wear the Mask』（太字はリフレインに用いられている言葉）

## 音楽のロンドー
ロンドーの形式は、詩形の押韻構成に従う韻文とリフレインの繰り返しの厳格なパターンを求められ、長さは8行から最大21行までの幅を持つ。最も一般的な形式は「ABaAabAB」で、大文字は（2声の）リフレインの歌詞と曲の繰り返しを指し、一方、小文字は別の歌詞で曲のみの繰り返しを指す。初期のロンドーはたいてい長い物語詩の中に挿入されたものとして見つかり、モノフォニーの曲部分だけが独立して現存している。初期の詩のロンドーはしばしば混合した韻律を持っていたが、後の、曲がつくロンドーではそれは稀である。
多声のロンドーのうち、現存している最初期のものは、トルヴェールのアダン・ド・ラ・アルのものである。後には、ギヨーム・ド・マショー、ギヨーム・デュファイ他の著名な作曲家がこの形式の曲を多く作った。
フランスでの使用に較べると稀ではあるが、イタリア（トレチェント音楽）でもロンデーロ（rondello）と呼ばれるものが時折作られ、イタリアの詩と音楽の中に挙げられている。ロンデーロの1曲がロッシ写本（en:Rossi Codex）の中に残っている。さらに言えば、フランスのいくつかのロンドーがイタリア、 低地地方、ドイツの文献に完全な形で残っていて、それらの曲（『Esperance, qui en mon cuer』など）は純粋にフランス起源ではないのかも知れない。
バロック時代になると、「ロンドー」という言葉（またはen rendeauという形容詞句）は、ジャン＝バティスト・リュリやルイ・クープランといった作曲家によって、簡単なリフレイン形式のダンスの楽章に適用された。